# De stilte rond Christine M.
De stilte rond Christine M. is een Nederlandse dramafilm uit 1982 onder regie van Marleen Gorris.
De titel verwijst naar een van de drie vrouwelijke personages, Christine M. Deze vrouw neemt het initiatief om  de eigenaar van een kledingzaak te vermoorden, omdat zij erop betrapt wordt dat ze een jurk in haar tas stopt zonder te betalen. Opvallend is dat ze niets zegt tijdens het hele proces.
Opnames waren onder andere in de penitentiaire inrichting over-Amstel en politiebureau Leyenberghlaan te Amsterdam.

## Verhaal
De eigenaar van een kledingzaak betrapt Christine M. op een winkeldiefstal en maakt deze ongedaan. Christine wordt zo woedend dat zij op de man begint in te slaan en te schoppen. Zij wordt geholpen door twee andere vrouwen die zich toevallig in de winkel bevinden; de drie vrouwen ranselen en trappen de man op een meedogenloze manier dood. Alle drie worden gearresteerd en tijdelijk opgesloten in de Bijlmerbajes. Voordat ze vóórkomen in de rechtszaal, worden ze een voor een onderzocht door een vrouwelijke psychiater. Deze vrouw moet vaststellen of de vrouwen echt ontoerekeningsvatbaar zijn, maar zij heeft al gauw door dat de dames een spelletje spelen. Dan komen de privéverhalen van de vrouwen aan bod, en komen de vrouwen tot de conclusie dat hun leven geen pretje is. De psychiater heeft te doen met de dames, maar neemt hen serieus. Tijdens de rechtszitting doen de dames juist waar ze goed in zijn: ontoerekeningsvatbaar lijken. De psychiater verklaart hen echter volledig toerekeningsvatbaar, waardoor geen strafvermindering mogelijk is. Dan verlaten ze allen luid lachend de rechtszitting inclusief de psychiater.

## Rolverdeling
| Acteur        | Personage                      |
| ------------- | ------------------------------ |
| Edda Barends  | Christine M. Huisvrouw         |
| Nelly Frijda  | Annie, Koffiejuffrouw          |
| Henriëtte Tol | Andrea, Secretaresse           |
| Cox Habbema   | Janine van den Bos, Psychiater |
| Eddie Brugman | Hans van de Bos, Echtgenoot    |
| Hans Croiset  | Rechter                        |
| Erik Plooyer  | Officier van Justitie          |

## Prijzen
- Gouden kalf - voor beste film (1982)
- Derde prijs op het Festival van Taormina (Sicilië)
- Publieksprijs op het Internationaal Vrouwen Filmfestival van Créteil (Frankrijk)